# Bert Stenfeldt
Bert Göran Stenfeldt, född den 12 augusti 1933 i Malmö Sankt Pauli församling i Malmöhus län, död 10 december 2023 i Helsingborg, var en svensk officer i flygvapnet.

## Biografi
Stenfeldt blev fänrik i flygvapnet 1958. Han befordrades till löjtnant 1960, till kapten 1966, till major 1971, till överstelöjtnant 1971, till överste 1979, till överste av 1:a graden 1982 och till generalmajor 1987.
Stenfeldt inledde sin militära karriär som fältflygare i flygvapnet 1951. År 1958 blev han officer med fänriks grad vid Blekinge flygflottilj (F 17). Åren 1960–1966 tjänstgjorde han vid Skaraborgs flygflottilj (F 7). Han gick 1963 Allmänna kursen vid Militärhögskolan och 1966–1968 Stabskursen vid Militärhögskolan. Han tjänstgjorde 1968–1970 på staben vid Första flygeskadern (E 1), samt utbildade sig 1973–1974 vid USAF Air Command and Staff College och 1978 och 1982 vid Försvarshögskolan. Åren 1979–1982 var han chef för Helikopterförsöksförbandet (HKP F) och 1982–1984 var han chef för Norrbottens flygflottilj och Sektor Övre Norrland (F 21/Se ÖN). Han var 1984–1987 chef för Systemsektionen vid Flygstaben och 1987–1990 chef för Flygstaben. Åren 1990–1994 var han chef för Första flygeskadern. Stenfeldt avgick 1994, med generalmajors rang.
Bert Stenfeldt invaldes 1979 som ledamot av Kungliga Krigsvetenskapsakademien.
Efter sin aktiva tid i Flygvapnet drev Stenfeldt egen konsultverksamhet och var sedermera under flera år ordförande för föreningen Swedish Air Force Historic Flight, en organisation vars syfte är att bevara och flyga olika flygplanstyper som varit operativa i Svenska Flygvapnet.
Stenfeldt gifte sig 1955 med Maybritt Christensson. Tillsammans fick de tre barn: Ulf, Per och Claes.